# L'enigma di Otilia
L'enigma di Otilia (Enigma Otiliei) è un romanzo in stile balzacchiano scritto dall'autore rumeno George Călinescu nel 1938.

## Trama
Felix Sima, un giovane di 18 anni, arriva a Bucarest da suo zio Costache Giurgiuveanu per frequentare la Facoltà di Medicina. Giunto all'indirizzo indicato, viene accolto da Otilia, la figliastra del vecchio, che lo invita a entrare in casa, dove incontra gli altri membri della famiglia: zia Aglae, zio Simion e i loro figli Titi, Aurica e Olimpia, il genero Stănică Rațiu e l'amica di famiglia Leonida Pascalopol. Il giorno dopo, Otilia gli mostra la casa, e lui nota il modo giocoso della ragazza e si sorprende quando trova una lettera indirizzata a lei, Otilia Mărculescu. La ragazza è ambita da Leonida Pascalopol e invidiata da tutti i membri della famiglia Tulea. Felix, incuriosito dall'enigma del nome Mărculescu scopre il destino di Otilia, che non è molto diverso dal suo. La ragazza è rimasta orfana da bambina ed è stata cresciuta dal suo patrigno, il vecchio Costache. Pascalopol, che, dopo aver incontrato la madre di Otilia, l'ha aiutata molto. Otilia dimostra una stima eccezionale per lui. Pregato da Aglae, Felix impartisce ripetizioni a Titi che è stato bocciato, e in queste circostanze sua sorella Aurica si affeziona al giovane. Lui, però, è sempre più attratto da Otilia, che ammira e con la quale trascorre sempre più tempo. Vede un rivale in Pascalopol. All'inizio di agosto Olimpia, la primogenita di Aglae, fa la sua apparizione in casa assieme a Stanica, il suo concubino, col quale ha un figlio. Simion non riconosce sua figlia e si rifiuta di darle una casa e la dote. Stanica, attraverso bugie e lettere, in cui minacciava di spararsi, indirizzate al signor Pascalopol, riesce a raccogliere abbastanza soldi da tutti e a convincere Simion a cedere la dote ad Olimpia, convincendolo che ormai gli rimangono pochi mesi di vita. Su invito di Pascalopol, Felix e Otilia si recano nella sua tenuta, e lì i giovani approfittano del tempo da trascorrere insieme, per poi tornare a casa due settimane dopo. Nel frattempo muore il figlio di Olimpia e Stănică, Aurel Rațiu, e il padre, addolorato, pubblica la notizia del decesso sul giornale, ricordando il lutto a tutti i suoi parenti, sperando di ottenere il maggior sostegno finanziario possibile. Stanica è interessato alla fortuna del vecchio Costache, e a questo scopo fa venire un medico qualsiasi, Vasiliade, per far diagnosticare una malattia a Costache. L'unico che scopre il piano è Pascalopol, che avverte il vecchio.
Tra Felix e Otilia si costruisce un profondo rapporto di amicizia e attaccamento. Felix le confessa il suo amore, e anche Otilia sembra emozionata, ma guarda il mondo in modo infantile. Il suo affetto per Felix sembra più quello di una sorella. Vergognandosi, Felix mette tutti i suoi sentimenti sulla carta, e invia la lettera a Otilia, ma lei non risponde. In un momento di gelosia, Felix chiede a Otilia di non incontrare più Pascalopol, ma persino lui, invitato da quest'ultimo a casa sua, si rende conto dell'errore commesso nei confronti di Otilia. In casa le discussioni sull'adozione di Otilia da parte del vecchio Costache scatenano una nuova ondata di scandali da parte di Aglae. Infine, la ragazza chiede al vecchio Costache di non finalizzare le formalità di adozione e parte con Pascalopol alla volta di Parigi, con grande stupore e sorpresa di Felix, che rimane molto deluso. Felix si rifugia tra le braccia di una cortigiana, Georgeta. Inoltre, ha l'opportunità di incontrare Weissmann, un compagno di università, che risveglia le sue insospettate passioni per la poesia. I discorsi tra i due rivelano la difficile situazione economica dello studente, ma anche il suo spirito pratico, poiché fa iniezioni e visita diverse persone per mantenere i suoi fratelli e sorelle. La cena al ristorante del signor Iorgu, in occasione del compleanno della figlia minore, riunisce allo stesso tavolo Georgeta e il generale, Stanica, Olimpia, Aglae, Titi, Felix e il vecchio Costache. Aglae sembra molto interessata al futuro della figlia dei due ospiti, nella speranza che si possa arrangiare un matrimonio con Titi, mentre Felix si sente sempre sempre più offeso dal comportamento di Georgeta. All'inizio, dopo una lieve crisi, la famiglia Tulea ignora il comportamento di Simion, che aveva iniziato a dare i numeri, ma vedendo che la situazione diventava man mano sempre più insostenibile, Aglae, aiutata da Stanica e Weissmann, lo porta in un sanatorio. Titi è al centro dell'attenzione per via di Aglae, che cerca di sistemarlo come meglio può, con grande delusione da parte di Aurica e Olimpia. Una sua nipote sedicenne, Lili, esprime il suo desiderio di sposarsi, e Stanica raccomanda Felix Sima a suo padre, soprattutto perché vuole far entrare persone colte nella sua famiglia. Felix sogna Otilia mentre suona il piano, ma con sua grande sorpresa è tutto reale. Vedendosi di nuovo, i due parlano a lungo, mentre Felix si sente sempre più attratto da Otilia e dal suo cambiamento. Il vecchio Costache ha i suoi piani per i due giovani, inizia a raccogliere materiali da costruzione per una casa dove i due, Felix e Otilia, avrebbero vissuto dopo la sua morte. Stanica presenta Felix a Lili, fatto che fa innervosire Titi, che è attratto dalla ragazza e che non capisce perché sono tutte attratte dal figlio del dottor Sima. A causa di un leggero colpo di sole e di uno sforzo, il vecchio Costache ha un malore, dopodiché l'intera famiglia Tulea trascorre due giorni a casa del vecchio ignorando la sua malattia. Pascalopol porta un medico certificato, professore all'università, che raccomanda al paziente molta quiete e riposo.
Il vecchio Costache si riprende e caccia di casa tutta la famiglia Tulea, concordando con la proposta di Pascalopol di aprire un conto in banca a nome di Otilia e depositarvi la somma di 300.000 lei, ma lui non gli dà i soldi, confidando nella propria salute. Il proprietario apre il conto e deposita 100.000 lei a nome di Otilia. Dopo l'infarto, il vecchio Costache ha sempre più paura della morte, paura a cui contribuisce anche Stanica, che gli racconta disgrazie di ogni sorta. Consulta vari medici, segue persino una cura spendendo soldi in medicinali e invita preti a benedire la casa. In seguito vende alcuni immobili e assume una domestica di nome Paulina, ma che non rimane a lungo poiché il vecchio scopre il suo interesse per il suo patrimonio. Aurica si confessa al prete Țuică, confessandogli il desiderio di sposare un ebreo, vale a dire Weissemann, mentre Stănică esorta Otilia a convincere Felix a sposare Lili. Il vecchio Costache dà a Pascalopol altri 100.000 lei per Otilia. Stanica, dopo lunghe ricerche, scopre il luogo in cui è nascosto il denaro e lo ruba. Il vecchio Costache viene colpito da un altro infarto, a causa dello sforzo, e muore. Stanica divorzia da Olimpia e sposa Georgeta, e successivamente entra in politica. Otilia sposa Pascalopol e i due vanno a vivere a Parigi insieme. Felix, con l'arrivo della guerra, diventa medico, poi professore universitario, si sposa ed entra a far parte dell'alta società. Incontra Pascalopol per caso sul treno e scopre che ha divorziato da Otilia, e che lei ora è sposata con un riccone di Buenos Aires. La foto che Pascalopol fa vedere a Felix non mostra più nulla di quello che era Otilia. I ricordi di quella vita idilliaca si sgretolano nelle parole del vecchio Costache: "Nessuno abita qui".

## Personaggi
La rappresentazione dei personaggi avviene attraverso la tecnica balzacchiana di descrizione dell'ambiente e della fisionomia. Così, i classici stereotipi (avaro, ipocondriaco, geloso) vengono inseriti in un contesto sociale che conferisce loro una dimensione psicologica, trasformando il realismo tradizionale in una commedia umana.
L'autore rende ambigui i personaggi e mostra inoltre un particolare interesse per i processi psicologici devianti basati sull'eredità e sull'ambiente circostante: alienazione, senilità (naturalismo). Queste sono caratteristiche dell'estetica moderna.
Otilia Mărculescu
Il personaggio omonimo del romanzo, Otilia, è la figlia adottiva di Costache Giurgiuveanu, avuta in seguito al secondo matrimonio. In pieno stile balzacchiano, il suo aspetto è catturato con precisione dall' "occhio da esteta" di Felix: "la ragazza sembrava avere circa 18-19 anni. Viso olivastro, con il naso piccolo e gli occhi molto azzurri, sembra ancora più infantile tra i tanti riccioli e il colletto di pizzo. Ma in quel corpo magro, dalle delicate e perfette ossa di levriero, senza quella debolezza "macchiata" di Aurelia, c'era una grande libertà di movimento, una perfetta padronanza di sé”. Indirettamente caratterizzata dall'ambiente circostante, si distingue per contrasto in una società borghese snob e negligente, essendo sempre attenta alle apparenze. Per antitesi, Otilia appare come l'opposto di Aurica, per la sua femminilità misteriosa e raffinata.
Socialmente, Otilia diventa rapidamente la vera padrona della casa in cui Felix si abitua ad andare ogni volta che si presentava un problema. Questo la pone in una posizione opposta a quella della famiglia Tulea nel conflitto finanziario già esistente, e si ritrova dunque ad essere loro rivale nella contesa della fortuna di Costache.
Felix Sima
È il protagonista, personaggio dinamico e complesso, che partecipa all'azione come testimone e portavoce del narratore. Il suo status sociale e psicologico lo colloca nella categoria degli intellettuali autentici e d'élite. Uno dei due piani su cui si sviluppa il romanzo è il processo di formazione di un giovane, ovvero Felix Sima. La carriera di Felix si realizza brillantemente (diventa medico), ma il matrimonio non lo avvolgerà in quell'armonia cosmica che è un privilegio esclusivo delle coppie formate per amore.
Leonida Pascalopol
Il padrone di casa è un aristocratico che cerca la via d'uscita all'indifferenza attraverso il lusso e la raffinatezza spirituale. Vive anche lui un complesso senso di paternità, al quale ha trovato una cura nella famiglia del vecchio Costache. Si descrive da solo in una conversazione con Felix:
«Io, signor Felix, lascia che mi confessi a te come a un amico, non ero felice nel mio matrimonio. La mia prima moglie non mi ha dato l'onore che meritavo. C'è un po' di romanticismo nascosto nel mio cuore di banale proprietario. Conosco Otilia da quando era piccola e posso dire che è cresciuta sotto ai miei occhi. Se Dio mi avesse dato la libertà di rendere mia moglie come volevo, l'avrei resa come la signorina Otilia. La amo a modo mio, caro signor Felix, Otilia intendo, e forse non mi sbaglio quando ti dico che anche lei mi ama. Non è nemmeno difficile, perché una persona delusa come me è anche senza pretese. Non ho mai chiesto niente alla signorina Otilia e non sono rimasto troppo a lungo a distinguere cosa è paterno e cosa è virile nel mio amore. [...] Tra di noi si è formata una parentela sui generis...»
«Signor Felix, lei ha oscurato la mia esistenza, le dico la verità, ha rovinato delle innocenti abitudini da scapolo. Ho bisogno della signorina Otilia, è il mio piccolo vizio sentimentale. Se non posso essere un'amante, rimango sempre un amico e un genitore inestimabile.»
Costache Giurgiuveanu
Il perno del romanzo; la sua psiche corrotta dall'avarizia controlla sia il conflitto finanziario che quello erotico tra Felix e Otilia. L'azione del romanzo inizia con il primo incontro tra lui e Felix e termina con la sua morte. L'avarizia del vecchio Costache è addolcita dal sentimento paterno che manifesta nei confronti di Otilia, ma è un sentimento che non si realizza e viene ripetutamente oscurato dalla paura per la sua fortuna. Inoltre, il suo affetto per la "bambina" appare anche come espiazione del senso di colpa morale per via della fortuna della madre di Otilia, di cui si è appropriato senza alcuna formalità legale. Questo ne ha causato la morte e nel presente influenza le condizioni materiali di Otilia. In effetti, buona parte della fortuna del vecchio Costache è in realtà la fortuna della madre di Otilia, e quindi di Otilia, di cui il vecchio si è appropriato attraverso il diritto di famiglia.
Dall'inizio del romanzo, il personaggio è così descritto. Il tentativo di non ricevere Felix, sebbene sia suo zio e tutore - cioè amministratore del suo patrimonio fino all'età adulta - lo definisce, così come il furto meschino ai danni dei guadagni di Felix e Pascalopol. Acquista materiale demolito, più economico, o prova diverse farmacie per vedere quale è la più conveniente, per pochi centesimi. Mangia avidamente al pasto offerto da un ex inquilino diventato proprietario, ma quasi non dà soldi a Marina per il cibo. La scena dell'improvvisa malattia, in cui viene rapidamente circondato dalla famiglia Tulea, rivela in modo eloquente l'isolamento indotto dalla paura di perdere la sua fortuna. Otilia è l'unica ad essergli rimasta accanto, lo ama incondizionatamente, ma la sua avarizia allontana ripetutamente tutti gli altri: Felix, Marina (la vedova che si è presa cura di lui), Pascalopol.
George Călinescu rivela con tocchi grotteschi un personaggio definito essenzialmente da un unico aspetto, attraverso innumerevoli situazioni comiche. Anche i momenti di sofferenza del malato non sono privi di ridicolo. La sua morte non ispira un sentimento tragico, ma comico, come se fosse una farsa del destino. Alla fine, le conseguenze dell'avarizia del vecchio Costache, mostrano la situazione precaria di Otilia. Non è ufficialmente adottata e può beneficiare solo di una piccola parte dei suoi soldi, lasciati in custodia a Pascalopol. Attraverso questo personaggio, l'autore del romanzo condanna la società del tempo, che ha generato persone con simili vizi disumanizzanti.
Aglae Tulea
Anziana assoluta, viene brevemente descritta in una conversazione tra Felix e Weissmann:
«[...] una donna perfida come tua zia, non arrabbiarti, non l'ho mai incontrata... Lei è la vecchia assoluta, impeccabile nonna, posso giurarlo. Suo marito sarebbe impazzito anche senza l'infezione.»
Sorella del vecchio Costache, anche lei è definita dalla voglia di arricchirsi, soprattutto ereditando i soldi del fratello. Diventa autoritaria e aggressiva di fronte alla debolezza "come un comandante militare", senza alcuna morale. Queste caratteristiche vengono rivelate in modo vibrante nella scena dell'occupazione della casa del fratello, durante i momenti di malattia di lui. Coinvolgendo l'intera famiglia Tulea, veglia impaurita dal fatto Felix e Otilia possano rubare qualcosa mentre gli altri spostano tutti i mobili e rovistano ovunque, alla ricerca di soldi.
Il dispotismo di Aglae viene esercitato su tutta la famiglia, influenzando anche la scelta di Costache di adottare Otilia. Timorati, Otilia e Felix la guardano con disgusto e disprezzo.
Si notò, tuttavia, che Aglae stava in realtà difendendo i suoi figli e che la sua ricerca senza scrupoli della fortuna del vecchio Costache era in qualche modo giustificata. Chiede che Simion dia la dote ad Olimpia, la moglie di Stanica cerca invano un marito per Aurica, tiene sotto la sua ala protettrice il riluttante Titi. Allo stesso tempo, però, getta Simion nell'ospizio senza rimorsi, per liberarsi di un peso, per vivere la sua vitta. L'avidità di Aglae non conosce limiti morali e quest'ultima esplode in scenate, spasmodicamente e senza esitazione.
Stanica Rațiu
Arrivista senza scrupoli e loquace truffatore, Stanica è un avvocato che non ha mai affrontato un processo, e che esercita il suo dovere verbale principalmente in famiglia e nella sua cerchia di amici. I suoi temi preferiti sono la paternità, il matrimonio e la famiglia. Il pathos del discorso occasionale, istantaneo, è il risultato di un'esperienza maturata e ripetuta in qualsiasi occasione. L'obiettivo è il denaro, per il quale non ha problemi a indebitarsi con chiunque e in ogni circostanza.
La sua attività consiste generalmente nel cercare modi per ottenere denaro, da chiunque, senza discriminazioni: da Otilia, Felix e Pascalopol, e da Marina, oltre che dai suoi parenti. Non perde occasione per "pizzicare", fiducioso che un giorno riuscirà a impossessarsi dei soldi del vecchio Costache, che, effettivamente, semplicemente ruba. Una volta arricchito, lascia Olimpia, e sposa Georgeta. È stato anche prefetto durante un breve mandato. Inoltre, è il proprietario di un condominio e il padrone di una sala di giochi d'azzardo, nonché il capo di alcune cerchie di morfinomani. Anche Stanica è un prodotto della società capitalista, che rientra nella serie di stereotipi rappresentata da Dinu Păturică, Tănase Scatiu, Gore Pirgu e Iancu Urmatecu, dall'eroe del romanzo di Ion Marin Sadoveanu.
Nel definire questo tipo, Călinescu usa una diversità stilistica che lo trasforma in "una figura straordinaria", come osserva il critico Ovid S. Crohmalniceanu, che aggiunge: "la volubilità del personaggio ha un'intensità così vitale che solleva l'arte del banalizzare e gonfiare tutto in un modo fantastico, fino ad arrivare a una vera perfezione. In termini di demagogia e versatilità, Stănica ha il genio. Non è molto lontano dalla verità quando dice: «Ehi, ehi, Stanica è profondo, invano cercate di prenderlo alla sprovvista.» Se Stanica ha il "genio", questo è un genio del male.
Simion Tulea
Simion Tulea simboleggia, nel romanzo, il maniaco decrepito, afflitto da senilità.
Aurica Tulea
Aurica Tulea rappresenta lo stereotipo della ragazza matura.
Titi Tulea
Rappresenta lo stereotipo del malato mentale.
Olimpia
Secondo Călinescu, Olimpia rappresenta la donna placida.
Georgeta
Rappresenta lo stereotipo di donna facile. Nel testo è stata descritta come una donna dai facili costumi, che si lascia guidare dal denaro e manipolare da chi lo possiede. Essendo una bella donna dal punto di vista fisico, riusciva a guadagnare molto facilmente. Era una donna relativamente alta con lunghi capelli castani, occhi castani e un sorriso affascinante.

## Classificazione del romanzo
In generale, l'opera epica è percepita come un insieme di convenzioni e procedure letterarie in grado di mantenere la curiosità del lettore, in modo tale da poter ignorare l'idea che si tratta comunque di un universo strettamente appartenente alla dimensione immaginaria. Sebbene fittizio, questo universo presenta un certo ordine e coerenza, dati principalmente da strutture specifiche: la costruzione del soggetto e la costruzione del discorso epico.
Il romanzo L'enigma di Otilia, scritto da George Călinescu, si inserisce nella corrente letteraria del realismo.

## Temi principali
Secondo i temi utilizzati, il romanzo è in stile balzacchiano e urbano, aspetto caratteristico del modernismo di Lovinescu. Affresco della borghesia di Bucarest all'inizio del XX secolo (1909-1911), l'opera ne presenta gli aspetti caratteristici da un punto di vista socio-economico (l'eredità della fortuna di Costache Giurgiuveanu). In questo contesto si delinea la maturazione di Felix, che conferisce all'opera il carattere di bildungsroman.
La qualità realista-balzacchiana è rafforzata dall'uso dei temi dell'eredità e della paternità.

## Struttura
Il romanzo, composto da venti capitoli, è costruito su più livelli narrativi, che seguono le sorti di diversi personaggi, dando dimensione ai due conflitti.
Dei due livelli principali, uno segue la famiglia Tulea e la loro lotta per l'eredità di Costache Giurgiuveanu e per l'allontanamento di Otilia, mentre l'altro segue il progresso e la maturazione di Felix, che, rimasto orfano, va a studiare medicina a Bucarest. I livellii secondari vengono utilizzati per sostenere l'immagine ampia della società urbana.
L'azione è resa per concatenamento, completata con l'inserimento di micronarrazioni. La descrizione degli spazi e degli abiti supporta l'impressione di un universo autentico e, attraverso l'osservazione e l'annotazione di dettagli significativi, diventa un mezzo di caratterizzazione indiretta e di definizione dei vari personaggi.

### Il titolo
Il titolo originale dell'opera, I genitori di Otilia, rappresenta il tema balzacchiano della paternità, ed è un'allusione a come ogni personaggio determina il destino di Otilia. Il cambio di titolo sposta l'attenzione sul mistero del suo comportamento.

## Adattamento cinematografico
Il libro è stato adattato per la prima volta nel 1972 con il titolo di Felix și Otilia dallo studio cinematografico Bucarest. I ruoli principali sono stati interpretati da Radu Boruzescu, nel ruolo di Felix, Julieta Szönyi, nel ruolo di Otilia, e Hermann Chrodower (Costache Giurgiuveanu), guidati dal regista Iulian Mihu.

## Edizioni in italiano
- George Călinescu, L'enigma di Otilia, traduzione di Alessio Colarizi Graziani e Laura Vincze; nota introduttiva di Bruno Mazzoni, Lithos, Roma 2018